# 神奈川県立平塚ろう学校
神奈川県立平塚ろう学校（かながわけんりつ ひらつかろうがっこう）は、神奈川県平塚市にある聴覚障害者の特別支援学校である。

## 経歴
- 1918年（大正7年）私立中郡ろう話学校として設立[1]
- 1933年（昭和8年）神奈川県立盲唖（もうあ）学校に改称[1]
- 1948年（昭和23年）現在の名称に改称[1]

## 所在地など
- 住所:神奈川県平塚市大原2の1
- アクセス
  - 東海道本線 平塚駅北口バスターミナル７番のりばから神奈川中央交通バス「伊勢原駅前」または｢伊勢原車庫｣行きで10分、「共済病院前･総合公園西」下車、徒歩1分。
  - 小田急小田原線 伊勢原駅南口１，２番のりばから神奈川中央交通バス「平塚駅北口」行きで20分、「共済病院前･総合公園西」下車
  - 小田急小田原線 秦野駅前から神奈川中央交通バス「平塚駅前」行きバスで25分、「追分」下車。徒歩5分。

## 学部
- 幼稚部
- 小学部
- 中学部
- 高等部
  - 本科普通科
  - 職業科
  - 専攻科

## クラブ活動
- 野球部
- バレーボール部
- 卓球部
- 美術部
- レクリエーション部

## エピソード
- HANDSIGNが半年間、体育の授業を務めた事がある[2]

## 付近
- 平塚市総合公園
- 平塚共済病院
- 神奈川県立平塚盲学校